# Scopula dignata
Scopula dignata là một loài bướm đêm trong họ Geometridae.